# Тамара Луйак
Тамара Луйак (на сръбски: Тамара Лујак) е сръбска журналистка, преводачка от английски език, редакторка и писателка на произведения в жанра научна фантастика, хорър, фентъзи и хайку.

## Биография и творчество
Тамара Луйак е родена през 1976 г. в Белград, Сърбия, Югославия.
Тя е сътрудник на няколко литературни списания и фензини. С Милица Цинцар Попович води семинар към творческатата работилница „Слово и глас“ и организира литературните събития на Клуб „Реч и глас“. Организира литературни състезания, сред които са „Моментът на вдъхновението“ (2007) и „Спечелете икебана“ (2007). Тя е един от инициаторите на художествено-екологичния проект „Чисто и бистро“ към планинската асоциация Копаоник. Основателка е на уебсайта „Белег“. С Гордана Петкович и Натаса Станич води литературния форум „От искри – думи“.
Първата ѝ книга, сборникът с разкази „Вилина планина“ (Приказна планина), е издадена през 2006 г. като електронно издание. Разказът „Четири пръста“ от сборника е адаптиран в едноименна пиеса на драматично студио „Алиса“ през 2007 г. През 2012 г. е издадена колекцията ѝ с афоризми „Читање, услов живљења“, през 2014 г. „Речник страха“ и през 2015 г. сборникът с приказки за чудовища „Како се плаше деца“.
За произведенията си получава наградата на Кралския литературен клуб „Караджорджевич“ за най-добър афоризъм през 2006 г., наградата на литературния клуб на „Mrkonjić Grad“ (2011) за най-оригиналната басня на тема „S čim u Evropu“ (С какво към Европа). Носител на наградата за трето място на Артистично дружество „Мулти Арт“ от Зренянин (2006), първо място в „Sva lepota sveta“ (2006), награда за първо място на Асоциацията на гражданите „SCI & FI“ за нейните разкази (2006) и наградата „Златният гул“ на Академията за хоръри (2016) за най-добра сръбска книга на ужасите през 2015 г.
Тя е член на Асоциацията на журналистите на Сърбия, на Асоциацията на писателите на Сърбия, на Дружеството на любителите на фантастиката „Лазар Комарчич“, Сръбското дружество на научната фантастика, Хайку клуб „Шики“ и Асоциацията на любителите на комиксите „Хиперион“.
Член и говорител е на художници на комикси на Сърбия от 2014 г., член е на Сдружението на художниците за производство на традиционни народни занаяти „Етно извор“, и на организационния комитет на Сръбския филмов фестивал на фантастиката (FSFF, 2007).
Тамара Луйак живее със семейството си в Белград.

## Произведения
- Вилина планина / Vilina planina (2006) – сборник с 11 разказа
- Читање, услов живљења (2012) – афоризми
- Приче са облака (2012/2016) – сборник разкази
- Речник страха / Rečnik straha (2014) – лексикон
- Како се плаше деца / Kako se plaše deca (2015) – сборник с хоръри